# 雅庫布·布拉貝茨
雅庫布·布拉貝茨（1992年8月6日—）是一位捷克足球運動員。在場上的位置是中後衛。現效力於希臘足球超級聯賽球隊阿里斯。他也代表捷克U21國家隊參賽。